# 天覚山
天覚山（てんかくさん、てんがくさん）は、埼玉県飯能市の山。標高445.5ｍ。奥武蔵山系の山である。

## 概要
天覚山は東側に多峰主山、西側に大高山の中間に位置する山で、飯能アルプスの縦走路として歩かれることが多い山である。特に飯能市街から大高山・子の権現などまでつなぐロングコースがよく歩かれている。
頂上には三角点と丸太のベンチもあり、眺望は南に開けていて奥多摩の山々が良く見える。
コースでは手製の道標や、ゴルフ場の脇、鬱蒼とした針葉樹林帯なども歩く。特に西側の大高山へのルートは、表示のない分岐も多く地形図とコンパスは必須で難易度は若干高い。
飯能アルプスの山々は、西武池袋線の南側に沿って位置するため、 他の山と合わせて東吾野駅、 武蔵横手駅、 吾野駅などの駅からハイキングで登られることが多い。
かつては「西川材」と呼ばれる杉や檜を産出していた。針葉樹の植樹に包まれた山のため、冬でも緑の濃い山となっている。
北側山頂直下には両峯神社跡の広場があり、古くは両峯山と呼ばれていた。埼玉県道350号線の新種木橋東側には、今も「両峯山」と書かれた石製の標識が残っている。

## 付近の施設
- 東吾野駅
- 武蔵横手駅
- 吾野駅
- 国際興業バス 種木橋バス停・西武飯能日高バス停

## 付近の山川
- 大高山（標高493ｍ）
- 多峰主山（標高271ｍ）
- 天覧山（標高197m）
- 高麗川

## ギャラリー

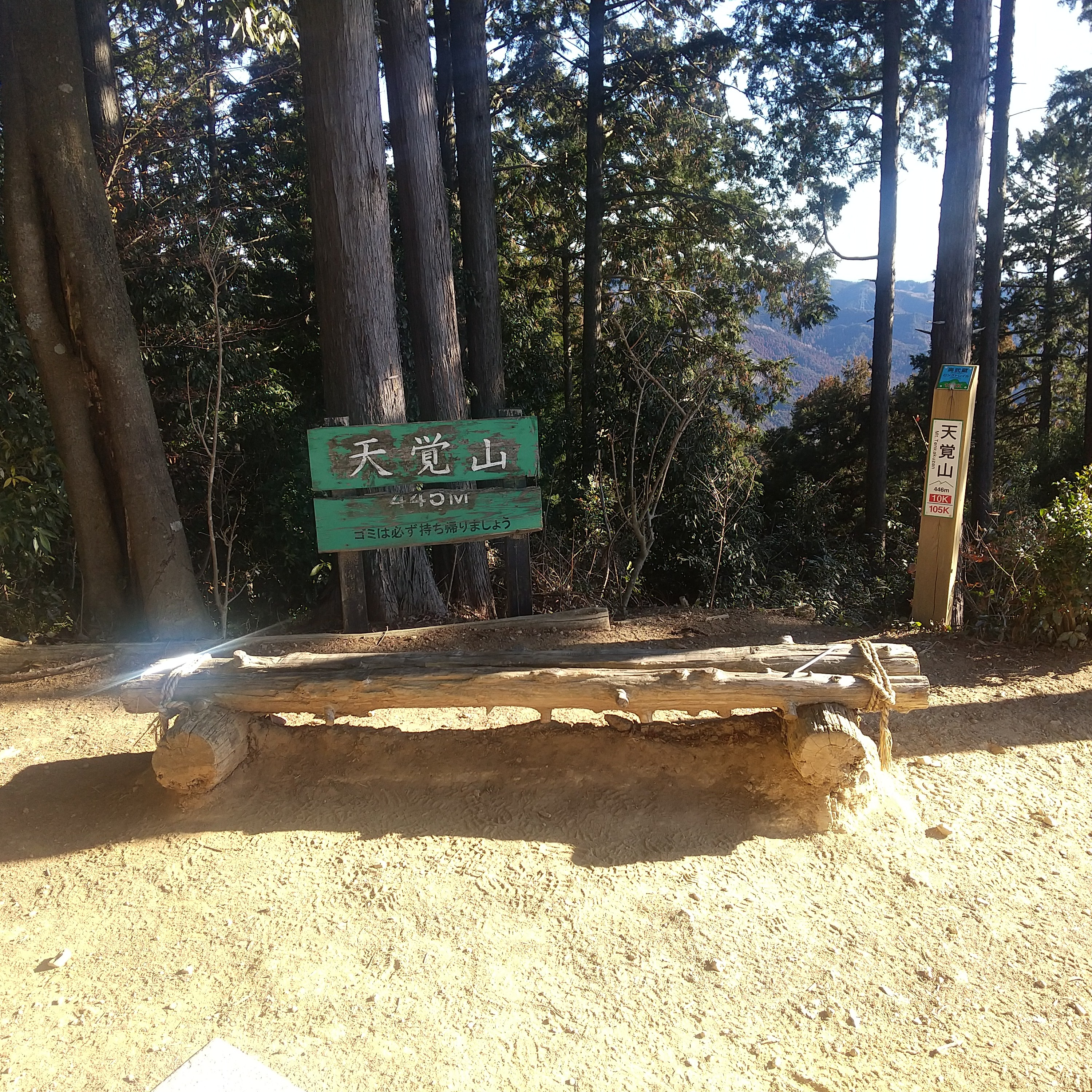
山頂標